# Karol Kruzenstern
Karol Stefan Kruzenstern, baron herbu własnego (ur. 10 grudnia 1871 w Chełkowie – zm. 18 maja 1953 w Połczynie Zdroju) – ziemianin, działacz gospodarczy, reaktywował działalność uzdrowiska w Niemirowie

## Życiorys
Ziemianin, właściciel Przedmieścia Niemirowskiego i Szczerca oraz zakupionego w 1870 przez jego ojca Aleksandra od hrabiego Stanisława Badeniego Niemirowa, z Jasionówką, Kleparowem, Sosnowem i Wolą Niemirowską, w pow. cieszanowskim. Członek Rady Powiatowej (1912-1913) i Wydziału Powiatowego (1912-1913) w Rawie Ruskiej. Członek i działacz Galicyjskiego Towarzystwa Gospodarskiego, członek jego Komitetu (24 czerwca 1910 – 20 czerwca 1914). Detaksor wydziału powiatowego w Cieszanowie (1914) i Rawie Ruskiej (1914) Galicyjskiego Towarzystwa Kredytowego Ziemskiego we Lwowie.
Podjął działania na rzecz odbudowy istniejącego w latach trzydziestych XIX wieku uzdrowiska w Niemirowie. W tym celu nawiązał kontakty z ówczesnym prezesem Towarzystwa Balneologicznego – prof. Ludomiłem Korczyńskim z Krakowa – który w 1905 określił plany rozwoju zdrojowiska. W 1906 ujęto w cementowe cembrowiny trzy źródła: „Maryę”, „Annę” i „Bronisławę” W 1907 Karol Kruzenstern wybudował nowy zakład kąpielowy na 21 wanien, podzielony na klasy. Pierwsza posiadała wanny emaliowane, odporne na działanie siarki, druga wyposażona była w wanny metalowe lakierowane przed każdym sezonem, trzecia – w wanny drewniane. Nic więc dziwnego, że zwiększyła się znacznie frekwencja w uzdrowisku. Samoczynne pompy parowe tłoczyły źródlaną wodę do dwóch rezerwuarów na wieży; jeden z nich zamknięty był hermetycznie, skąd para miedzianymi wężami ogrzewała ją do 70 °C, rozprowadzając do wanien. Było to unikatowe rozwiązanie dla wód zawierających siarkę. Urządzenie wykonała znana w zakładach zdrojowych firma L. Nitsch i Spółka z Krakowa Dzięki tej inwestycji uzdrowisko zaczęło na nowo funkcjonować, a Niemirów zaczął się szybko rozwijać. W 1912 roku istniało tu już kilka dużych hoteli i pensjonatów.

## Rodzina
Pochodził ze spolonizowanej rodziny niemieckiej z Estonii. Syn Aleksandra (1844-1895) i Marianny ze Skarżyńskich (ur. 1852). Ożenił się w 1903 z Aleksandrą z Orsettich (1881-1968), mieli dzieci: synów – Adama (1914-1983) i Jerzego (1907-1947) oraz córkę Marię (1909-2007) żonę Józefa Miedzianowskiego (1893-1967).